# Suecia antiqua et hodierna

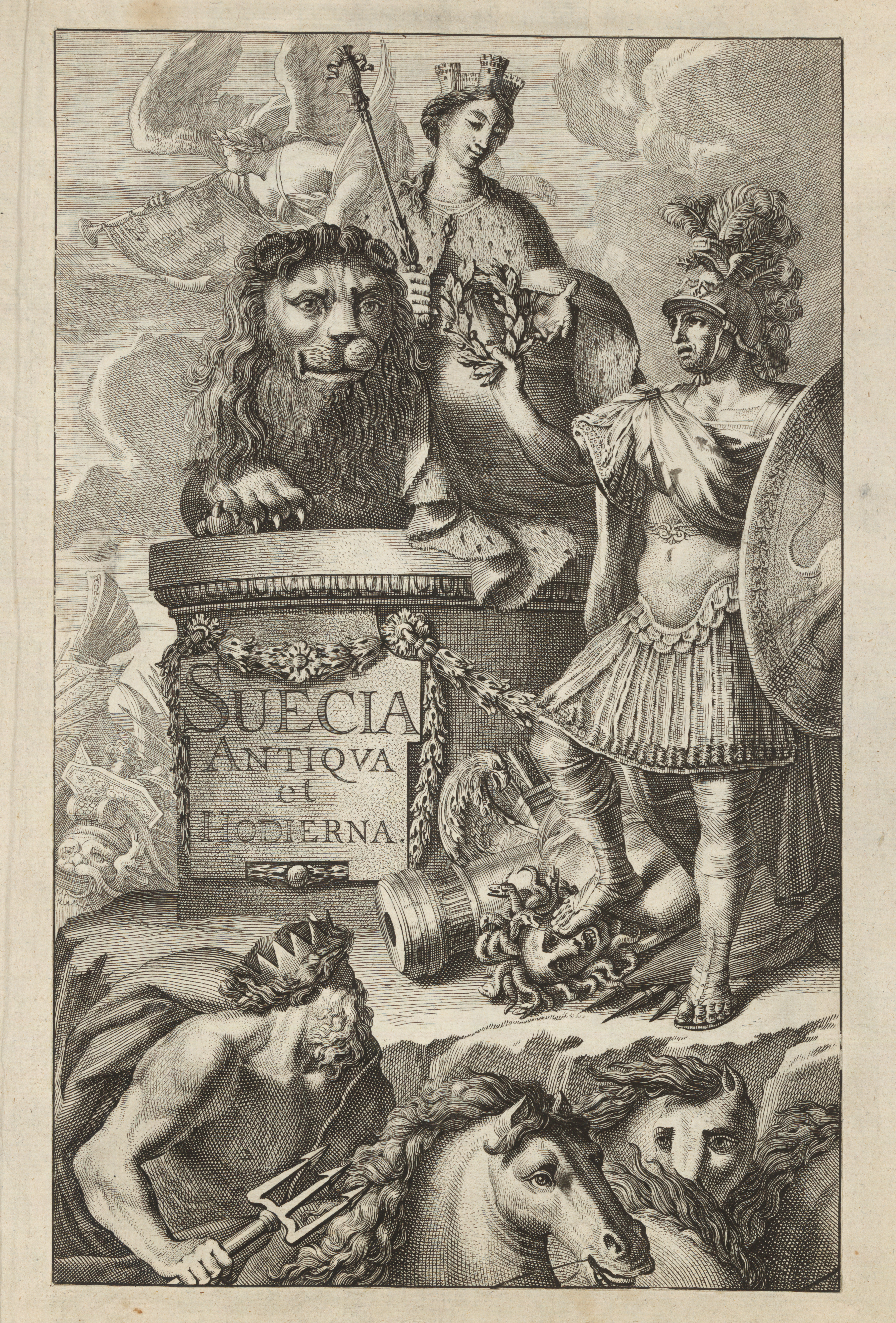
Suecia Antiqua et Hodierna - Portada.

Suecia antiqua et hodierna (en latín, Suecia antigua y moderna) es el título de un extenso trabajo de grabados realizados por Erik Dahlbergh a mediados del siglo XVII. En él, Suecia es descrita en su modo más grandioso durante su período como potencia europea. 
La fuente directa de inspiración de Dahlbergh fueron las publicaciones topográficas del helveto-alemán Matthäus Merian. En 1661 Dahlbergh fue beneficiado por un privilegio real que le permitió realizar sus planes, que lo mantuvieron ocupado durante una larga década; un trabajo que no sería impreso hasta después de su muerte. En su forma final, Suecia Antiqua et Hodierna comprendía tres volúmenes con un total de 353 láminas.